# Golsinda basigranosa
Golsinda basigranosa là một loài bọ cánh cứng trong họ Cerambycidae.